# Hrvatski Narodni Radio
Hrvatski Narodni Radio radijska je postaja koja emitira svoj program iz Sydneya (Australija) od 2001. Glavni urednici su Josip Kaptolac i Ana Dragičeveć. Program se emitira preko sljedećih medija: radio valovi 100,9 MHz FM (radijska postaja 2BFM) četvrtkom u 15h (u trajanju od 3 sata), OPTUS B3 (24 sata), Internet (24 sata). Format programa je informativni te zabavno-muzički. 

## Vanjske poveznice
- Službene stranice Hrvatskog Narodnog Radija (Australija)  Arhivirana inačica izvorne stranice od 22. kolovoza 2010. (Wayback Machine)